# 明乔河畔蓬蒂
明乔河畔蓬蒂（義大利語：Ponti sul Mincio），是意大利曼托瓦省的一个市镇。总面积11.5平方公里，人口2310人，人口密度200.9人/平方公里（2009年）。国家统计（ISTAT）代码为020044。